# Station Dunrobin Castle
Station Dunrobin Castle is een spoorwegstation ten noorden van de Schotse plaats Golspie, gelegen aan de Far North Line tussen Inverness in het zuiden en Thurso en Wick in het noorden.
Dunrobin Castle is een vijftiende-eeuws kasteel en de zetel van de clan Sutherland, iets ten noorden van Golspie aan de Noordzee. Het station is bedoeld voor bezoekers van het kasteel en daarom alleen in de zomer geopend, maar werd oorspronkelijk aangelegd vanwege de bijdrage van kasteelheer George Sutherland-Leveson-Gower aan de komst van de spoorlijn in 1874. Door de aanleg van de lijn kon hij als treinliefhebber zijn eigen trein gebruiken.